# 화성의 생명체
화성의 생명체는 화성이 지구와 유사하기 때문에 과학자들이 오랫동안 그 가능성이 추측되고 있었다. 상상의 화성인은 대중매체 자주 등장했지만, 화성에 생명체가있다, 혹은 과거에 있었는지 하는 것은, 현재도 수수께끼이다.
화성에 액체 상태의 물이 있을 가능성, 사이도桂＃＆＠＿＿尸＿尸＾＆×土＾里historia g#^d^d

니아(화성 지역명) 인면암 등으로 대중에게도 많이 알려져 있다. 미국 대중매체는 화성인 침공을 소재로 다루기도 하였다.

## 같이 보기
- 화성 지질학
- 화성의 방형